# MacPherson Peak
MacPherson Peak är en bergstopp i Antarktis. Den ligger i Östantarktis. Australien gör anspråk på området. Toppen på MacPherson Peak är 2 290 meter över havet, eller 266 meter över den omgivande terrängen. Bredden vid basen är 14,5 km.
Terrängen runt MacPherson Peak är varierad. Trakten är obefolkad. Det finns inga samhällen i närheten. 